# Drôme (pohoří)

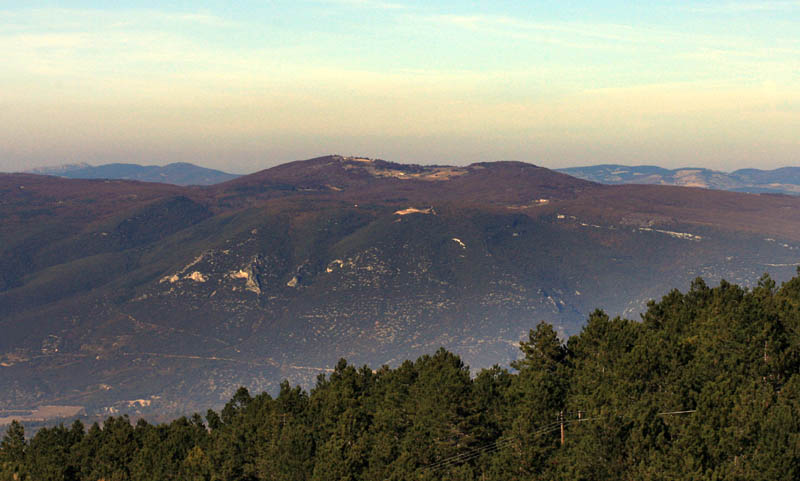
Vrchol Signal de Saint-Pierre

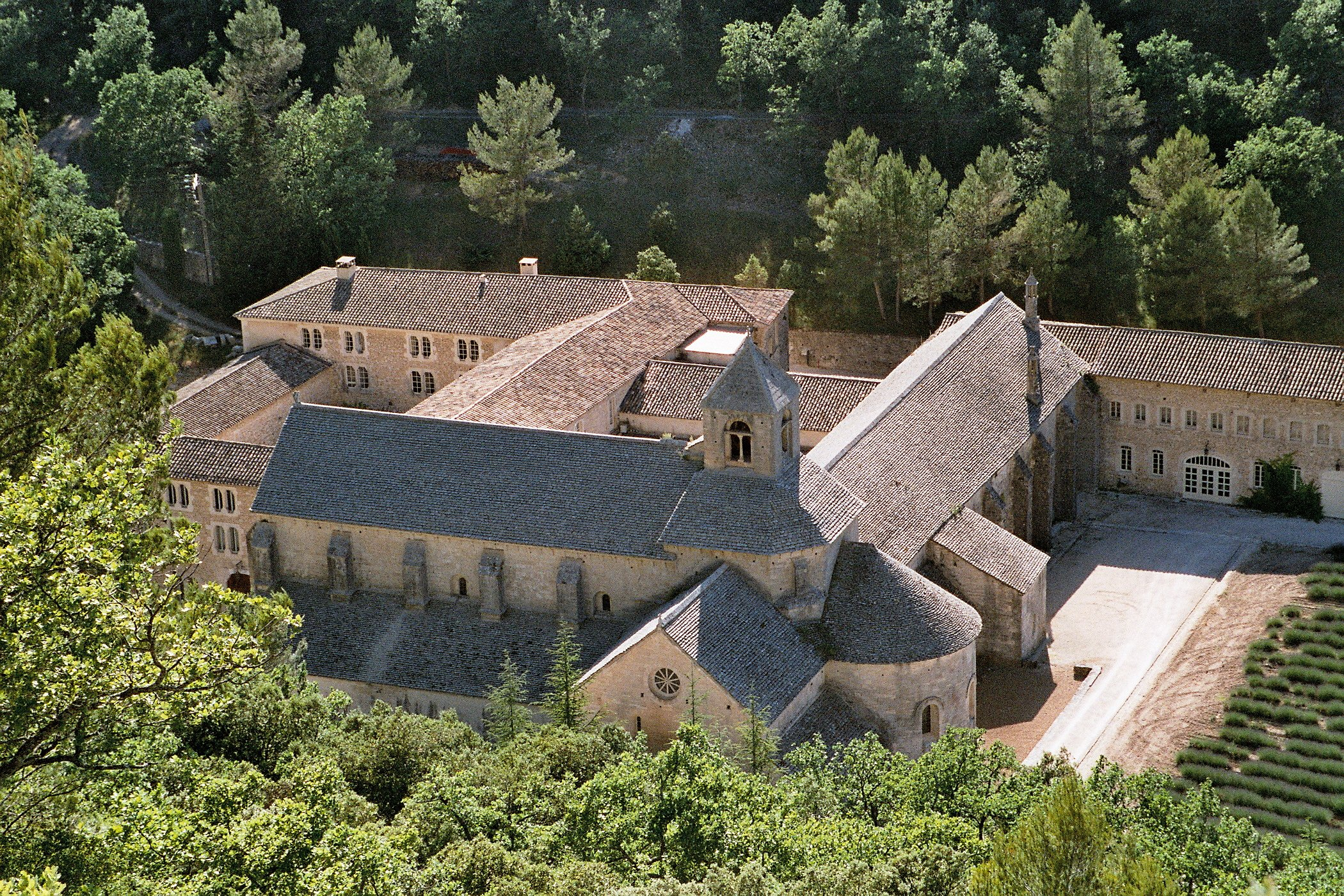
Cisterciácký klášter Sénanque

Drôme je horský systém sestávající z několika samostatných pohoří. Nachází se ve Francii v departementech Vaucluse, Drôme a Alpes-de-Haute-Provence. Hory zde již postrádají velehorský charakter a řadí se tak již k tzv. předhůří Alp. Poměrně malá návštěvnost jen podtrhuje tuto turisticky opuštěnou oblast. Nejvyšší horou je Jocou (2051 m) ležící v masivu Diois.

## Poloha
Pohoří Drôme je z jihu a východu ohraničeno údolím řeky Durance a na severu a severovýchodě jej odděluje od sousedního masivu Vercors údolí řeky Drôme.

## Členění
Horská oblast Drôme se dělí na další samostatná pohoří a masivy. Celková rozloha horstva činí 6800 km².
- Luberon

Jedná se o zalesněný, více než 50 km dlouhý hřeben, který je zároveň vyhlášen jako regionální přírodní park. Rozloha masivu je 600 km². Nejvyšším vrcholem je Mourre Nègre (1125 m). Na severu jej odděluje od sousední skupiny Vaucluse tok řeky Coulon. Masiv se dále rozděluje na skupiny Malý Luberon, Velký Luberon a Východní Luberon. V údolích mezi nimi leží řada měst a vesnic stejně jako rozsáhlá pole zemědělské půdy. Do konce 80. let 20. století býval v oblasti Luberon tzv. Force de frappe nebo francouzský strategický nukleární arzenál. Jednalo se o podzemní zařízení ležící na Le plateau d'Albion, které bylo posléze rozebráno. V posledních dvou dekádách se stal Luberon známý v anglicky mluvících zemích, obzvláště díky sérii knih napsaných britským autorem Peterem Mayle. Jedna z Mayleových knih byla zfilmována v roce 2006 jako A Good Year režírovaný Ridley Scottem. V hlavní roli se objevil Russell Crowe. Exteriéry filmu se natáčely právě v oblasti pohoří Luberon. Mezi nejvýznamnější města oblasti patří Bonnieux, Pertuis, Manosque a Cavaillon.
- Vaucluse

Vaucluse je nejvíce na západ vysunutým masivem pohoří Drôme. Severně od masivu leží skupina hory Mont Ventoux od které je oddělen dolinou řeky Nesque nesoucí název Gorges de la Nesque. Nejvyšším vrcholem této náhorní plošiny je Signal de Saint-Pierre (1256 m). Vápencová plošina je plná krasových jevů jako jsou četné závrty a jeskyně. Mezi nejhlubší patří Christol (-750 m), Caladadre u města Montsalier (-667 m) a závrt Autran (-647 m). (Hlavním sídlem oblasti je město Carpentras. Z turistických atrakcí lze jmenovat např. cisterciácký klášter Sénanque obklopený levandulí.
- Diois

Diois je nejvyšší a nejvíce na severu položená skupina pohoří Drôme. Od pohoří Vercors jej dělí údolí řeky Drôme. Na západě klesá až do rozlehlého údolí řeky Rhôny. Na východě sousedí s masivem Devoluy, od kterého pohoří odděluje údolí řeky Buëch. Nejvyšším vrcholem je Jocou (2051 m), který je zároveň nejvyšším vrcholem celého horského systému Drôme. Masiv Diois se dále člení na skupiny: Serra Chauviére na severu, Montagne d'Angéle na jihu, Montagne de Couspeau v centrální části masivu a Montagne de l'Aup zcela na východě. Mezi nejvýznamnější sídla oblasti patří Montélimar, Saillans a Valréas. Nejvyšším silničním sedlem je Col de Cabre (1180 m).
- Baronnies

Masiv Baronnies leží na jih od nejvyššího masivu Diois, od kterého je oddělen údolím řeky Eygues a spojnicí měst Grignan - Valréas - Nyons a Serres. Západ masivu se pozvolna snižuje do velkého údolí řeky Rhôny. Na jihu sousedí s mnohem nižší skupinou Vaucluse. Pohoří se dále člení na malé skupiny Mont Ventoux, Montagne de Lure a Montagne de Chbre. Průměrná výška vrcholů se pohybuje v rozmezí 1000 - 1600 m. Nejvýznamnějším a nejvyšším vrcholem je Mont Ventoux (1909 m) (Větrná hora) na kterou v roce 1336 vystoupil Francesco Petrarca s bratrem a jednalo se tak o první historicky zaznamenaný výstup. Mezi zimní střediska patří Mont Serein (severní svahy Ventoux) a Station de Lure (jižní svahy Signal de la Sure).

## Externí odkazy

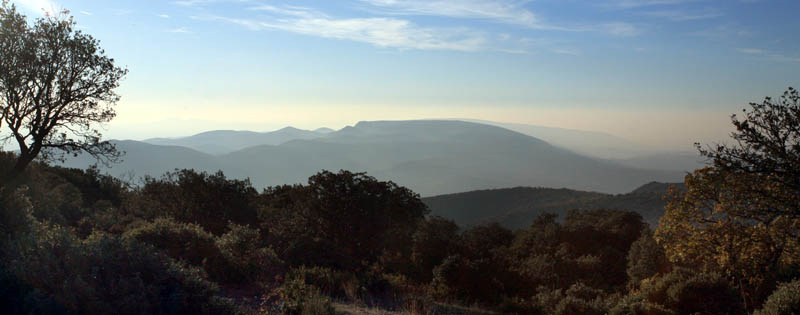
Panorama Petit Luberon

### Vrcholy

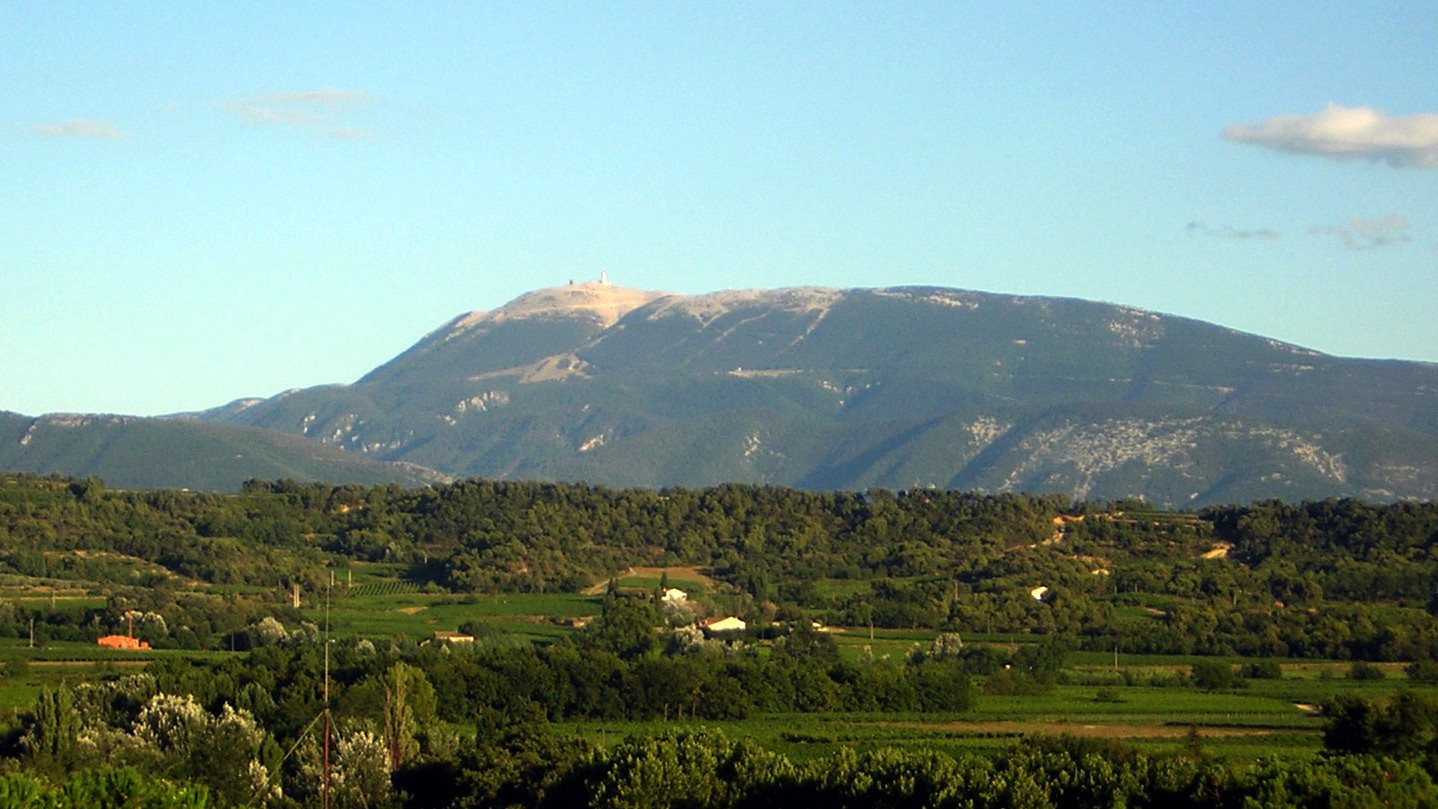
Mont Ventoux

| - Jocou (2051 m) - Belle-Motte (1952 m) - Toussière (1916 m) - Mont Ventoux (1912 m) - Mont Barral (1903 m) - Signal de Lure (1827 m) - Quigouret (1729 m) - Luzet (1692 m) - Serre Chaumille (1653 m) - Serre de Bouisse (1645 m) | - Bane (1643 m) - Chauvet (1617 m) - Montagne d'Angèle (1606 m) - Montagne de Mare (1603 m) - Montagne de Chanteduc (1560 m) - Rocher de Beaumont (1545 m) - Montagne de Chamouse (1532 m) - Montagne de Palle (1484 m) - Signal de Saint-Pierre (1256 m) - Mourre Nègre (1125 m) |  |